# Villette (Savoie)
Pour les articles homonymes, voir Villette.
Villette est une ancienne commune française, située dans le département de la Savoie, en région Auvergne-Rhône-Alpes.
Associée à la commune d'Aime entre 1972 et 2015, Villette est depuis le 1er janvier 2016 comprise dans la commune nouvelle d'Aime-la-Plagne.

## Géographie
Commune située dans la vallée de la Tarentaise en contrebas du domaine skiable de La Plagne et de ses stations de ski, mais aussi de Peisey-Nancroix et du domaine skiable des Arcs.

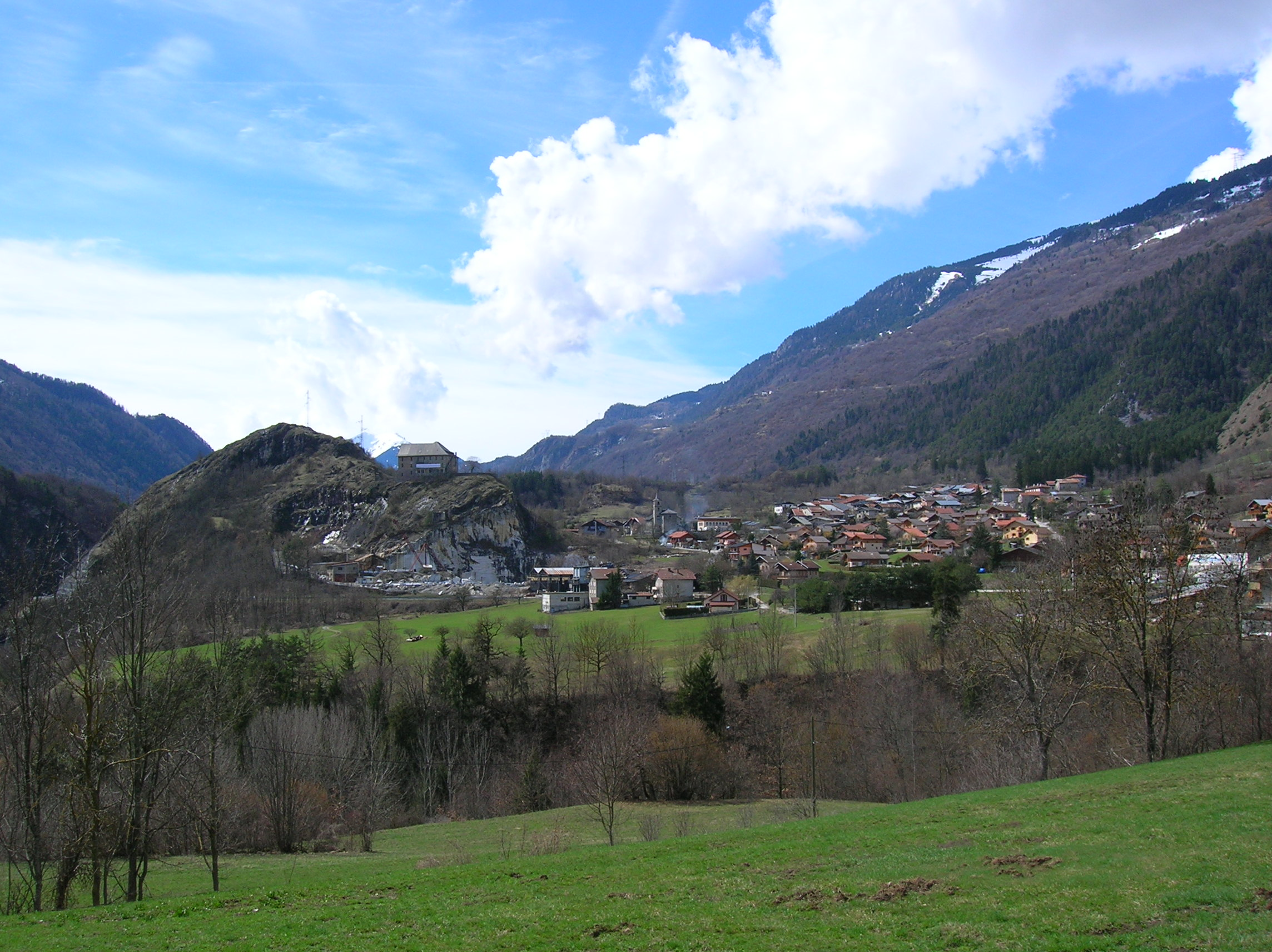
Vue de Villette.
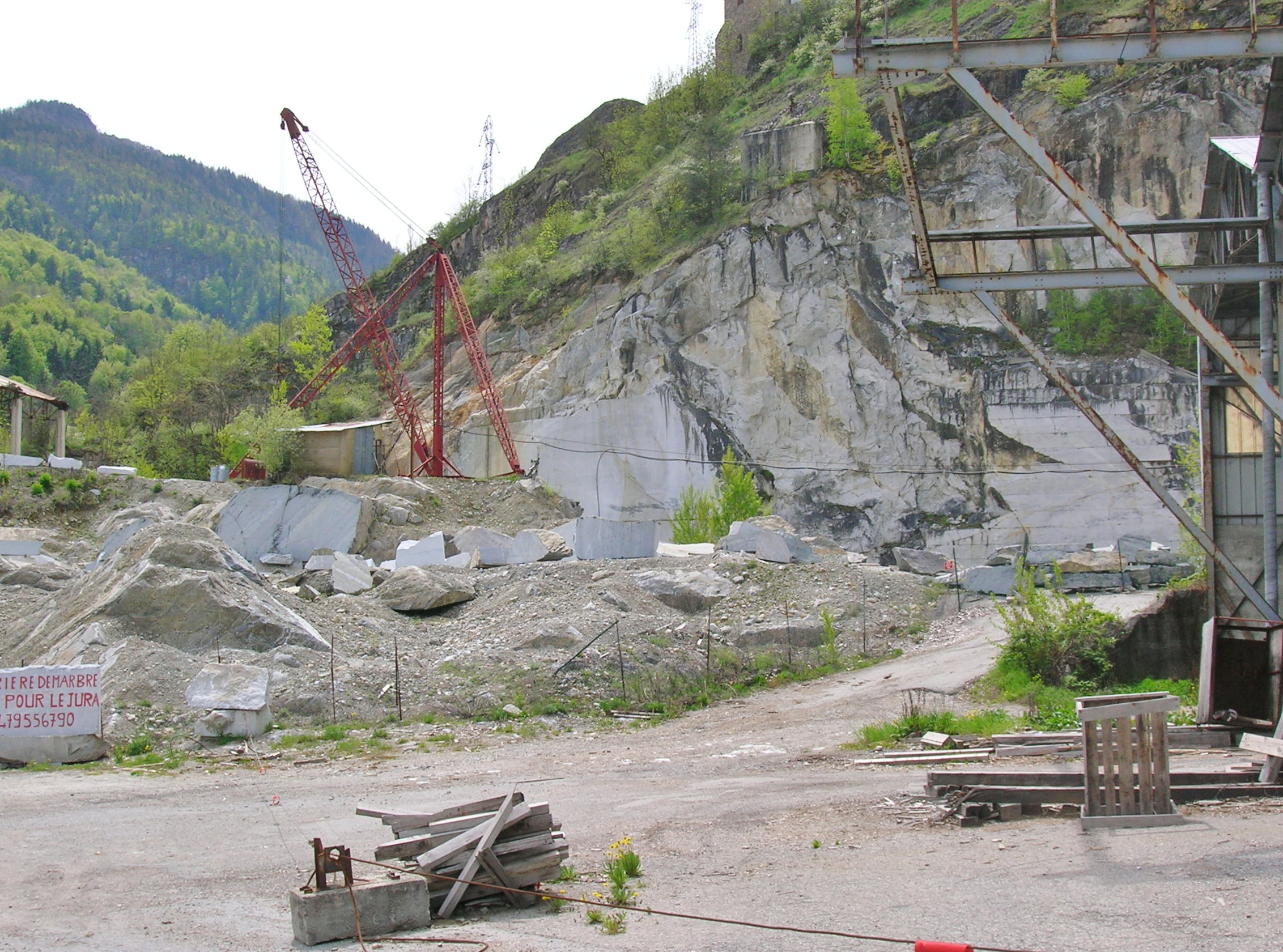
Vue de la carrière de marbre.

## Toponymie
Villette est mentionné dès le XIIe siècle. On trouve dans la documentation les formes : Viletta (v. 1170, 1171, 1186, 1216), Villetta (1226, XIVe siècle).
Villette est le diminutif de ville, du latin villa, désignant un « petit domaine », puis par la suite un « petit village ». De l'oïl villette, « petite maison des champs », ou « très petite ville ».

## Histoire
La première mention de la paroisse remonte à la fin du XIIe siècle, avec Ecclesia de Viletta, v. 1170 et 1171.
L'histoire du territoire est liée à la puissante famille seigneuriale des Villette, puis Chevron Villette.
En décembre 1972, la commune est rattachée à sa voisine Aime.

## Politique et administration
| Période                                  | Période | Identité           | Étiquette | Qualité |
| ---------------------------------------- | ------- | ------------------ | --------- | ------- |
|                                          | 2015    | Christian Milleret |           |         |
| Les données manquantes sont à compléter. |         |                    |           |         |

## Démographie
| 1793 | 1800 | 1806 | 1821 | 1836 | 1846 | 1856 | 1861 | 1866 |
| ---- | ---- | ---- | ---- | ---- | ---- | ---- | ---- | ---- |
| 312  | 388  | 445  | 460  | 463  | 489  | 430  | 427  | 390  |

| 1872 | 1876 | 1881 | 1886 | 1891 | 1896 | 1901 | 1906 | 1911 |
| ---- | ---- | ---- | ---- | ---- | ---- | ---- | ---- | ---- |
| 369  | 371  | 424  | 411  | 483  | 462  | 429  | 448  | 602  |

| 1921 | 1926 | 1931 | 1936 | 1946 | 1954 | 1962 | 1968 | - |
| ---- | ---- | ---- | ---- | ---- | ---- | ---- | ---- | - |
| 374  | 368  | 329  | 287  | 264  | 274  | 290  | 283  | - |

## Économie
Il existe une carrière de marbre violet dit « marbre de Villette ».

## Patrimoine
- Église Sainte-Agnès

## Personnalités liées à la commune
- Famille de Chevron Villette